# Kaapstad (grootstedelijke gemeente)
De grootstedelijke gemeente Kaapstad (Afrikaans: Stad Kaapstad Metropolitaanse Munisipaliteit, Xhosa: uMasipala weSixeko saseKapa, Engels: City of Cape Town Metropolitan Municipality), vaak kortweg City of Cape Town, is een Zuid-Afrikaanse grootstedelijke gemeente in de provincie West-Kaap, waarin de hoofdstad Kaapstad ligt. Ze heeft een inwoneraantal van meer dan 3.700.000 inwoners.

## Indeling
Sinds 2001 is Kaapstad opgedeeld in de volgende hoofdplaatsenː 
| Hoofdplaats                        | Aantal inwoners | Meest gesproken taal |
| ---------------------------------- | --------------- | -------------------- |
| Atlantis                           | 53.820          | Afrikaans            |
| Belville                           | 89.732          | Afrikaans            |
| Blue Downs                         | 150.431         | Afrikaans            |
| Brackenfell                        | 78.005          | Afrikaans            |
| Brooklyn                           | 10.941          | Engels               |
| Briza                              | 1.959           | Engels               |
| Kaapstad                           | 827.218         | Afrikaans            |
| Crossroads                         | 31.527          | Xhosa                |
| Du Noon                            | 9.045           | Xhosa                |
| Durbanville                        | 40.135          | Afrikaans            |
| Eersterivier                       | 29.682          | Afrikaans            |
| Elsiesrivier                       | 86.685          | Afrikaans            |
| Excelsior                          | 189             | Afrikaans            |
| Fisantekraal                       | 4.646           | Afrikaans            |
| Vishoek (Fish Hoek)                | 15.851          | Engels               |
| Goodwood                           | 48.128          | Engels               |
| Gordonsbaai                        | 2.751           | Afrikaans            |
| Guguletu                           | 80.277          | Xhosa                |
| Hottentots-Holland Natuurreservaat | 18              | Xhosa                |
| Houtbaai                           | 13.253          | Engels               |
| Imizamo Yethu                      | 8.063           | Xhosa                |
| Joe Slovo Park                     | 4.567           | Xhosa                |
| Khayelitsha                        | 329.002         | Xhosa                |
| Kraaifontein                       | 57.911          | Afrikaans            |
| Kuilsrivier                        | 44.780          | Afrikaans            |
| Langa                              | 49.667          | Xhosa                |
| Lekkerwater                        | 1.410           | Xhosa                |
| Lwandle                            | 9.311           | Xhosa                |
| Mamre                              | 7.276           | Afrikaans            |
| Masiphumelele                      | 8.249           | Xhosa                |
| Melkbosstrand                      | 6.522           | Afrikaans            |
| Mfuleni                            | 22.883          | Xhosa                |
| Milnerton                          | 81.366          | Engels               |
| Mitchell's Plain                   | 398.650         | Afrikaans            |
| Nomzamo                            | 22.083          | Xhosa                |
| Noordhoek                          | 3.127           | Engels               |
| Nyanga                             | 58.723          | Xhosa                |
| Parow                              | 77.439          | Afrikaans            |
| Pella                              | 1.044           | Afrikaans            |
| Robben Island                      | 176             | Afrikaans            |
| Scarborough                        | 723             | Engels               |
| Simonstad                          | 7.210           | Engels               |
| Sir Lowryspaswoonbuurt             | 5.766           | Afrikaans            |
| Somerset-Wes                       | 60.606          | Afrikaans            |
| Strand                             | 46.446          | Afrikaans            |
| Witsand                            | 2.405           | Xhosa                |
| Res van die munisipaliteit         | 14.498          | Afrikaans            |

### Voorsteden
De voorsteden van Kaapstad zijn eigenlijk gewoon woonbuurten maar hebben elk hun eigen postcode. 
| Stadskern         | Noordelijke Voorsteden | Atlantische Zeekust | Zuidelijke Voorsteden | Zuidelijke schiereiland | Kaapse Vlakte    | Helderberg   | Westkust       |
| ----------------- | ---------------------- | ------------------- | --------------------- | ----------------------- | ---------------- | ------------ | -------------- |
| Bo-Kaap           | Belville               | Bantrybaai          | Bergvliet             | Capri Village           | Athlone          | Gordonsbaai  | Bloubergstrand |
| Duiwelspiek       | Bothasig               | Kampsbaai           | Bishopscourt          | Clovelly                | Belhar           | Somerset-Wes | Milnerton      |
| De Waterkant      | Brackenfell            | Clifton             | Claremont             | Vishoek                 | Bishop Lavis     | Strand       | Tafelsig       |
| Tuine             | Brooklyn               | Fresnaye            | Constantia            | Glencairn               | Blue Downs       |              | Wesstrand      |
| Higgovale         | Durbanville            | Groenpunt           | Dieprivier            | Kalkbaai                | Bonteheuwel      |              |                |
| Oranjezicht       | Edgemead               | Houtbaai            | Healthfield           | Kommetjie               | Crawford         |              |                |
| Soutrivier        | Elsiesrivier           | Llandudno           | Kenilworth            | Lakeside                | Delft            |              |                |
| Schotsche Kloof   | Goodwood               | Mouillepunt         | Mowbray               | Marina da Gama          | Electric City    |              |                |
| Tamboerskloof     | Kensington             | Seepunt             | Nuweland              | Masiphumelele           | Elsiesrivier     |              |                |
| University Estate | Kraaifontein           | Drieankerbaai       | Observatory           | Muizenberg              | Epping           |              |                |
| Vredehoek         | Kuilsrivier            |                     | Pinelands             | Noordhoek               | Grassy Park      |              |                |
| Walmer-landgoed   | Maitland               |                     | Plumstead             | Ocean View              | Gugulethu        |              |                |
| Zonnebloem        | Monte Vista            |                     | Retreat               | Scarborough             | Hanover Park     |              |                |
|                   | Panorama               |                     | Rondebosch            | Simonstad               | Kalksteenfontein |              |                |
|                   | Parow                  |                     | Rondebosch-Oos        | St James                | Khayelitsha      |              |                |
|                   | Thornton               |                     | Rosebank              | Sunnydale               | Langa            |              |                |
|                   | Tafelsig               |                     | Soutrivier            | Sonvallei               | Lansdowne        |              |                |
|                   |                        |                     | Steenberg             |                         | Lavender Hill    |              |                |
|                   |                        |                     | Tokai                 |                         | Lotusrivier      |              |                |
|                   |                        |                     | Papendorp             |                         | Macassar         |              |                |
|                   |                        |                     | Wynberg               |                         | Manenberg        |              |                |
|                   |                        |                     |                       |                         | Mitchells Plein  |              |                |
|                   |                        |                     |                       |                         | Nyanga           |              |                |
|                   |                        |                     |                       |                         | Ottery           |              |                |
|                   |                        |                     |                       |                         | Philippi         |              |                |
|                   |                        |                     |                       |                         | Samora Machel    |              |                |
|                   |                        |                     |                       |                         | Strandfontein    |              |                |
|                   |                        |                     |                       |                         | Wetton           |              |                |

### Vroegere indeling
Oorspronkelijk was de gemeente een stadsgewest. De gemeente ontstond door samenvoeging van verschillende vroegere gemeentenː
| Kaapstad        | Suidelik Skiereiland | Blaauwberg     | Tygerberg   | Oostenberg   | Helderberg   |
| --------------- | -------------------- | -------------- | ----------- | ------------ | ------------ |
| Kaapstad        | Houtbaai             | Milnerton      | Tygerberg   | Kraaifontein | Somerset-Wes |
| Pinelands       | Wynberg              | Tafelsig       | Durbanville | Brackenfell  | Strand       |
| Langa           | Constantia           | Bloubergstrand | Bellville   | Kuilsrivier  | Gordonsbaai  |
| Mitchells Plain | Vishoek              |                | Khayelitsha | Blue Downs   |              |
|                 | Kommetjie            |                |             | Eersterivier |              |
|                 | Noordhoek            |                |             |              |              |
|                 | Simonstad            |                |             |              |              |

## Politiek
Kaapstad is sinds 15 maart 2006 de enige grootstedelijke gemeente in Zuid-Afrika die niet door het ANC maar door de officiële oppositiepartij Democratic Alliance bestuurd wordt. Bij de verkiezingen voor de stadsraad van de Stad Kaapstad, waaronder de stad zelf en het omliggende gebied valt, werd de DA de grootste partij. DA-lijsttrekker Helen Zille leidde sindsdien een coalitiebestuur, dat verder uit de voormalige Independent Democrats, de African Christian Democratic Party, het United Democratic Movement en de Universal Party bestond. Bij de provincieraadsverkiezingen van 2009 haalde de DA een absolute meerderheid in de West-Kaap en werd Helen Zille benoemd tot premier. Als burgemeester van Kaapstad werd ze opgevolgd door wethouder Dan Plato.
In 2010 zijn de Independent Democrats opgegaan in de DA. De populaire partijleider van de ID, Patricia de Lille, werd voor de verkiezingen van 2011 verkozen tot lijsttrekker van de DA. De partij behaalde een klinkende overwinning met 61% van de stemmen, tegen 53% in 2006 (DA 42% en ID 11%). Het ANC, de grootste oppositiepartij, zakte terug van 38% naar 33%. Een teken van waardering voor het DA-geleide stadsbestuur. Bij de laatste stadsraadsverkiezingen van 3 augustus 2016 haalde de DA 66,7% van de stemmen.
| Stadsraadsverkiezingen 3 augustus 2016 | Stadsraadsverkiezingen 3 augustus 2016 | Stadsraadsverkiezingen 3 augustus 2016 |
| -------------------------------------- | -------------------------------------- | -------------------------------------- |
| Partij                                 | Stemmen in %                           | Zetels                                 |
| Democratic Alliance                    | 66,7%                                  | 154                                    |
| African National Congress              | 24,7%                                  | 57                                     |
| Economic Freedom Fighters              | 3,0%                                   | 7                                      |
| African Christian Democratic Party     | 1,3%                                   | 3                                      |
| Al Jama-ah                             | 0,9%                                   | 2                                      |
| African Independent Congress           | 0,4%                                   | 1                                      |
| Congress of the People                 | 0,4%                                   | 1                                      |
| Cape Muslim Party                      | 0,4%                                   | 1                                      |
| Cape Muslim Congress                   | 0,4%                                   | 1                                      |
| Democratic Independent Party           | 0,4%                                   | 1                                      |
| Freedom Front Plus                     | 0,4%                                   | 1                                      |
| Pan Africanist Congress                | 0,4%                                   | 1                                      |
| Patriotic Alliance                     | 0,4%                                   | 1                                      |
| United Democratic Movement             | 0,4%                                   | 1                                      |